# Канавинская улица
Улица Канавинская — улица в Канавинском районе Нижнего Новгорода.

## История
Первое упоминание о Канавинской (Кунавинской) слободе содержится в писцовой книге 1621–1622 годов. До революции 1917 носила название — Кузнечная, после была переименована в честь революционера Бабушкина и носила название Бабушкинская.

## Описание
Улица начинается от дома № 21 по улице Советской и идёт параллельно улице Литвинова и Алёши Пешкова до улицы Приокской, пересекая улицы Луначарского, Вокзальную, Даля, Прокофьева.

## Здания и сооружения
На улице преобладает малоэтажная застройка: двухэтажные дома 1916 — 1917 годов постройки.

## Транспорт
Недалеко от улицы находится станция Нижегородского Метро — Московская